# الیمینیشن چیمبر (۲۰۲۳)
اتاق حذف یا الیمینیشن چیمبر (به انگلیسی: Elimination Chamber) یک رویداد غیر رایگان در کشتی حرفه‌ای است که توسط کمپانی دبلیودبلیوئی برای دو برند راو و اسمک‌داون تهیه می‌شود و این دوره‌اش هم در ۱۸ فوریه ۲۰۲۳ در مجموعه ورزشی بِل سنتر در شهر مونترال در کشور کانادا برگزار شد. این سیزدهمین رویداد برگزار شده با نام الیمینیشن چیمبر بود.
در این رویداد پنج مسابقه برگزار شد. در مسابقه اصلی، رومن رینز، سمی زین را شکست داد تا هر دو کمربند یونیورسال و دبلیودبلیوئی را حفظ کند. 
در مسابقه اتاق حذف (الیمینیشن چیمبر) مردان، که انحصاری برند راو بود، آستین تئوری برنده شد و کمربند ایالات متحده را حفظ کرد. در مسابقه الیمینیشن چیمبر  زنان نیز آسکا برنده شد و حق مسابقه برای کسب کمربند زنان راو در برابر بیانکا بلر در رسلمانیا ۳۹ را کسب کرد.
همچنین در یک مسابقه تک نفره، بابی لشلی توانست براک لزنر را با صلب صلاحیت (دیسکوالیفیکیشن) شکست دهد.

## زمینه‌سازی
المینیشن چمبر شامل مسابقاتی بین دشمنی‌های موجود، ماجراهای پیش آمده و استوری‌هایی خواهد بود که پیش از این در برنامه‌های را و اسمَک‌دَون پخش شده بود. کشتی‌گیرها با توجه به مسابقات یا سری اتفاقاتی که برایشان رخ می‌دهد و تنش را به حداکثر می‌رساند، نقش منفی یا قهرمان به خود می‌گیرند و در این رویداد به مسابقه و رقابت می‌پردازند.

## نتایج
| #                                                     | مسابقه                                                                                       | نوع مسابقه                                                                                          | مدت زمان |
| ----------------------------------------------------- | -------------------------------------------------------------------------------------------- | --------------------------------------------------------------------------------------------------- | -------- |
| ۱                                                     | آسکا پیروز در مقابل لیو مورگان، نیکی کراس، راکل رودریگز، ناتالیا و کارملا                    | مسابقه الیمینیشن چیمبر برای به دست آوردن حق مسابقه برای کمربند زنان راو دبلیودبلیوئی در رسلمانیا ۳۹ | ۱۹:۳۰    |
| ۲                                                     | بابی لشلی پیروز در مقابل براک لزنر با صلب صلاحیت                                             | مسابقه تک نفره                                                                                      | ۴:۴۵     |
| ۳                                                     | ادج و بث فینیکس پیروز در مقابل جاجمنت دی (فین بلر و ریا ریپلی) (با همراهی دامینیک میستریو)   | مسابقه تگ تیم ترکیبی زن و مرد                                                                       | ۱۳:۵۰    |
| ۴                                                     | آستین تئوری (c) پیروز در مقابل ست رالینز،جانی گارگانو، ‌برانسون رید، دیمین پریست و مونتز فورد | مسابقه الیمینیشن چیمبر برای قهرمانی کمربند ایالات متحده دبلیودبلیوئی                                | ۳۱:۳۰    |
| ۵                                                     | رومن رینز (c) (با همراهی پاول هیمن) پیروز در مقابل سمی زین                                   | مسابقه تک نفره برای قهرمانی هر دو کمربند یونیورسال و دبلیودبلیوئی                                   | ۳۲:۲۰    |
| - (c) – نشان‌دهنده قهرمان(هایی) است که به میدان می‌روند |                                                                                              | |          |

### مسابقه الیمینیشن چیمبر مردان برای کمربند ایالات متحده
| ترتیب حذف‌شدن | کشتی‌گیر      | ترتیب وارد شدن | حذف‌شده توسط | حرکت | زمان  |
| ------------ | ------------ | -------------- | ----------- | ---- | ----- |
| ۱            | برانسون رید  | ۵              | مونتز فورد  | پین  | ۱۸:۰۰ |
| ۲            | جانی گارگانو | ۱              | دیمین پریست | پین  | ۲۳:۰۵ |
| ۳            | دیمین پریست  | ۴              | مونتز فورد  | پین  | ۲۵:۰۰ |
| ۴            | مونتز فورد   | ۶              | آستین تئوری | پین  | ۲۷:۴۵ |
| ۵            | ست رولینز    | ۲              | آستین تئوری | پین  | ۳۱:۳۰ |
| برنده        | آستین تئوری  | ۳              |             |      |       |

### مسابقه الیمینیشن چیمبر زنان
| ترتیب حذف‌شدن | کشتی‌گیر      | ترتیب وارد شدن | حذف‌شده توسط    | حرکت      | زمان  |
| ------------ | ------------ | -------------- | -------------- | --------- | ----- |
| ۱            | نیکی کراس    | ۴              | راکل رودریگز   | پین       | ۱۱:۴۰ |
| ۲            | لیو مورگان   | ۲              | ناتالیا و آسکا | تسلیم فنی | ۱۶:۴۰ |
| ۳            | ناتالیا      | ۱              | کارملا         | پین       | ۱۷:۲۵ |
| ۴            | راکل رودریگز | ۳              | کارملا و آسکا  | پین       | ۱۸:۲۵ |
| ۵            | کارملا       | ۵              | آسکا           | تسلیم فنی | ۱۹:۲۵ |
| برنده        | آسکا         | ۶              |                |           |       |